# Gradnetz
Ein Gradnetz dient zur eindeutigen Festlegung von Punkten auf einer Rotationsfläche (z. B. Kugel oder Ellipsoid).

## Das Gradnetz auf der Erdkugel
Ähnlich wie in der Ebene ein rechtwinkliges Koordinatensystem definiert werden kann, kann man auch auf der Kugeloberfläche ein derartiges Gitter definieren. Dieses besteht aus:
- Breitenkreisen: Kreise, die parallel zur Äquatorebene der Kugel verlaufen. Einer davon ist der Äquator selbst (ein Großkreis), die anderen liegen parallel dazu nach Norden und Süden verschoben und werden immer kleiner (Kleinkreise der Kugel).
- Längenkreisen: Diese verlaufen alle von Pol zu Pol. Damit sind alle Längenkreise Großkreise. Außerdem stehen sie senkrecht zu allen Breitenkreisen.

Breiten- und Längenkreise werden in Grad gezählt:
- Breitenkreise beginnend bei null Grad am Äquator nach Norden und Süden (jeweils 90°). Sie haben pro Grad immer 111 km Abstand voneinander.
- Längengrade beginnend bei einem ausgezeichneten, willkürlich festgelegten Nullmeridian nach Westen und Osten (jeweils 180°). Diese Zählweise ähnelt den in der Mathematik allgemein üblichen Kugelkoordinaten. Außerdem hat sie den Vorteil, dass sie unabhängig vom Radius der Kugel ist. Durch Angabe der Länge und der Breite ist jeder Punkt auf der Kugel eindeutig definiert.[1]

## Das Gradnetz auf der Karte

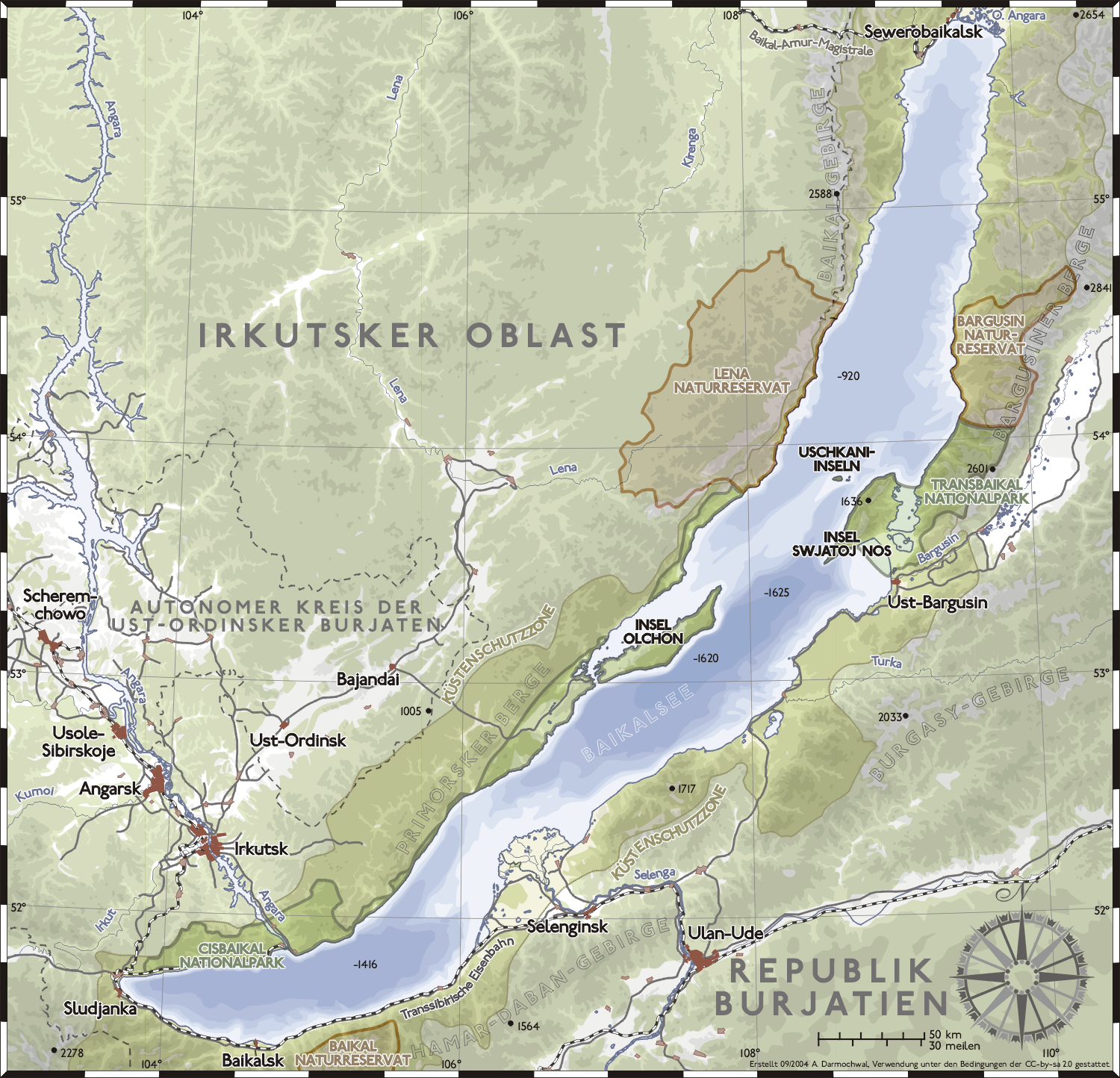
Gradnetz auf einer topographischen Karte vom Baikalsee

Das Gradnetz der Erdkugel  kann bei der Erstellung einer Landkarte mit auf der ebenen Karte abgebildet werden. In Abhängigkeit von der gewählten Kartenprojektion wird eine Masche des Gradnetzes als Quadrat, Rechteck, Trapez oder Sektor eines Kreisrings dargestellt.
Anstelle des Gradnetzes kann in Karten auch ein anderes Koordinatensystem als Gitternetz eingetragen sein und für Ortsangaben verwendet werden. So wird z. B. vom Militär das sogenannte UTM-Gitter (MGRS) verwendet.